# 美国陆军运输部S160型蒸汽机车
美国陆军运输部S160型蒸汽机车，系美国陆军运输部于第二次世界大战期间为欧洲战场之重型货运使用而设计的煤水车式蒸汽机车，于1942年至1946年间由美国机车公司（755辆）、鲍尔温机车厂（712辆）及美国利马机车厂（653辆）制造2120辆。此型机车于战后广泛的使用在欧洲、亚洲、北美洲、南美洲、非洲等地。

## 历史
在20世纪30年代，美国陆军运输部批准更新鲍尔温机车厂于第一次世界大战设计的蒸汽机车以应对战争运输，新型机车被命名为S159型。 在第二次世界大战期间，当美国处于中立状态时，富兰克林·德拉诺·罗斯福政府根据租借法案，批准向英国供应按照英国铁路限界设计的S200型机车。
随着美国以同盟国身份参与第二次世界大战，陆军运输部需要一种先进的设计，从而为欧洲战场的铁路制造一定数量的机车动力以运输军用装备和民用物资。因此，由工程兵团铁路部门的J. W. Marsh少校从先前的机车上学习，采用紧缩原理设计出S160型机车。S160型机车在建造中使用高效快速施工速度的方法，如采用轴箱润滑脂润滑器和优选轧制板铸件。煤水车部分采用同时期制造之英国战争部“简朴”型2-8-0轮式蒸汽机车的类似设计，煤仓向内收缩以提高反向运行时的可视性。

## 运用概况

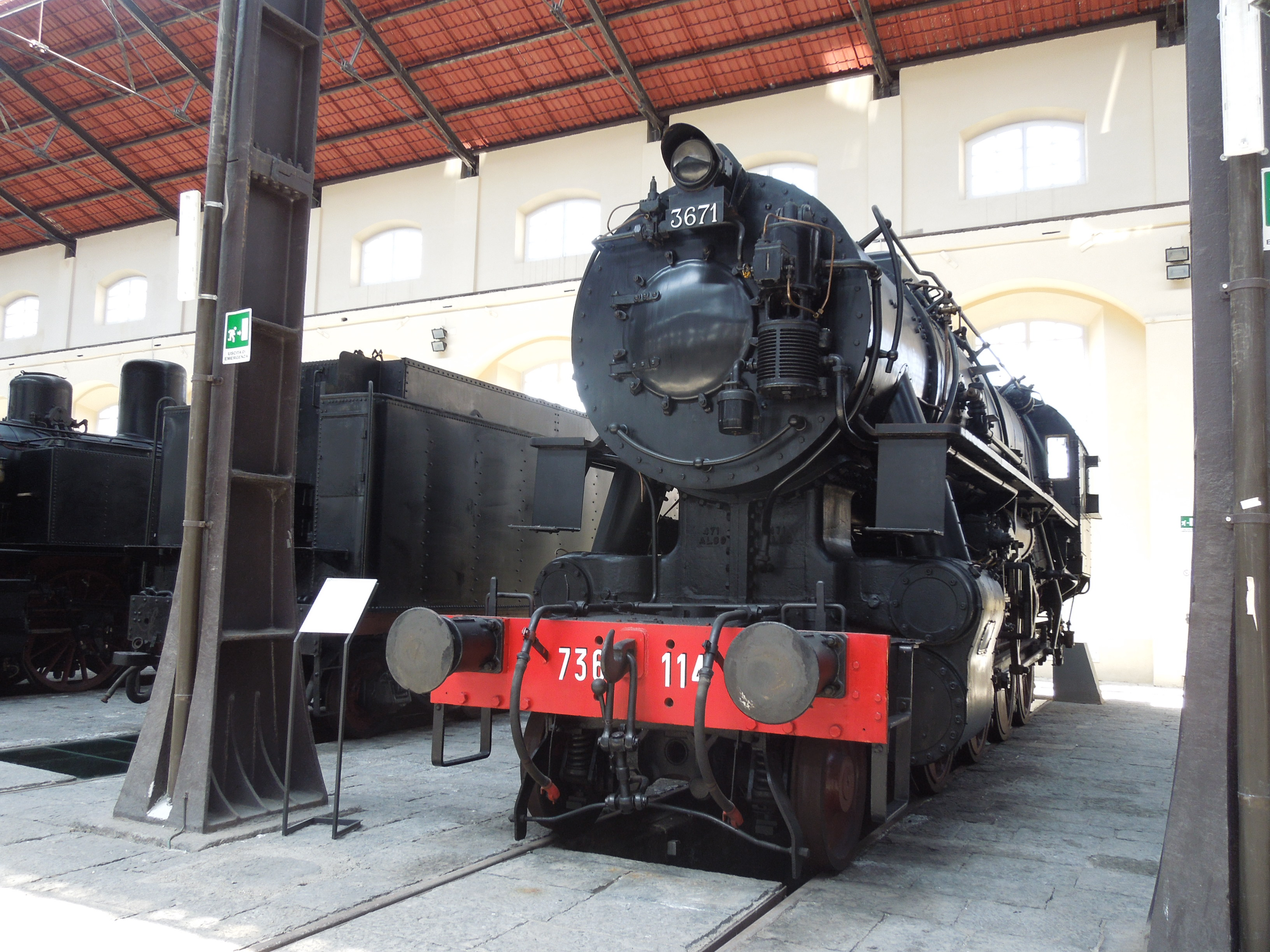
意大利铁路114号736型机车

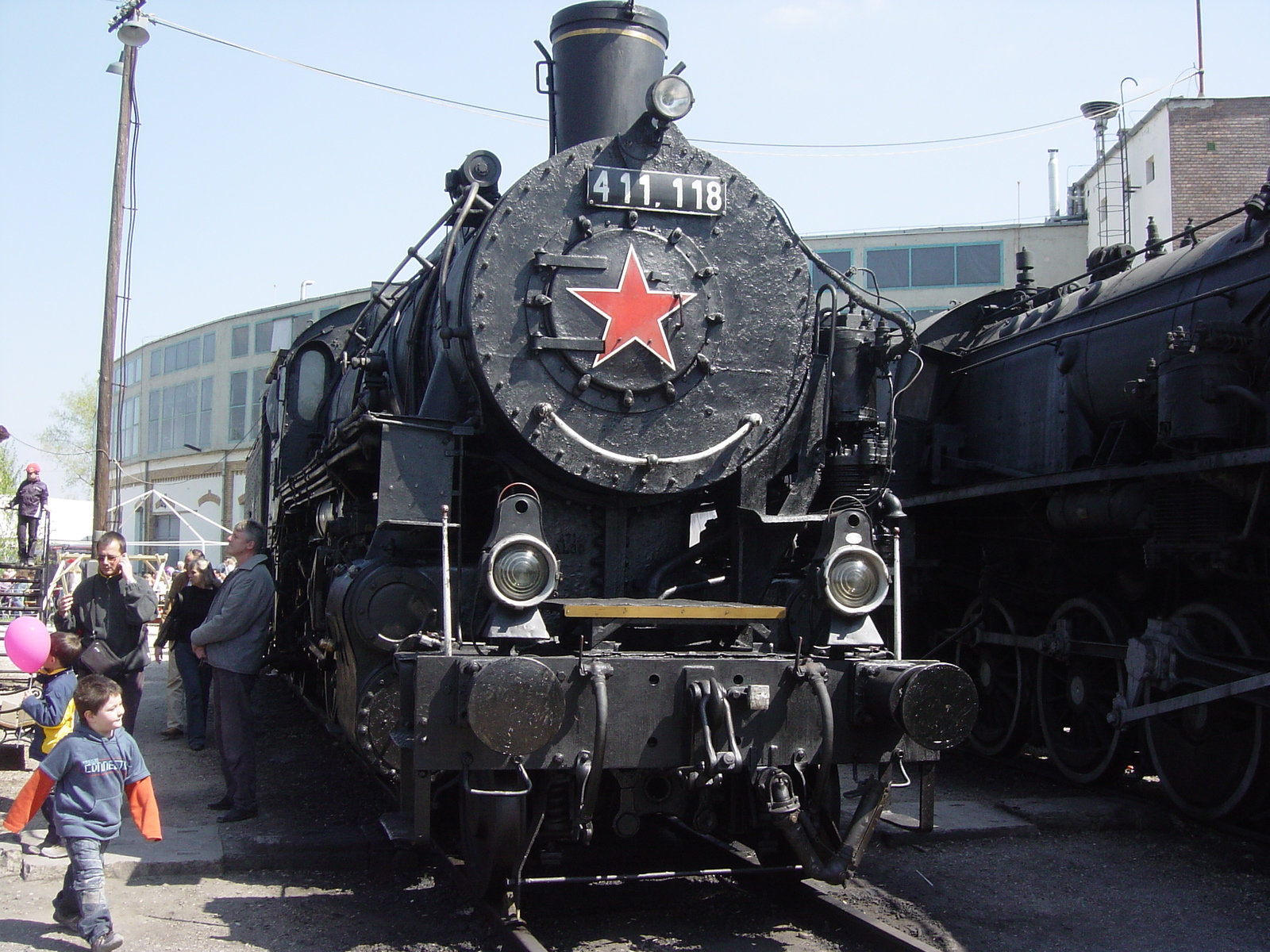
匈牙利铁路118号441型机车

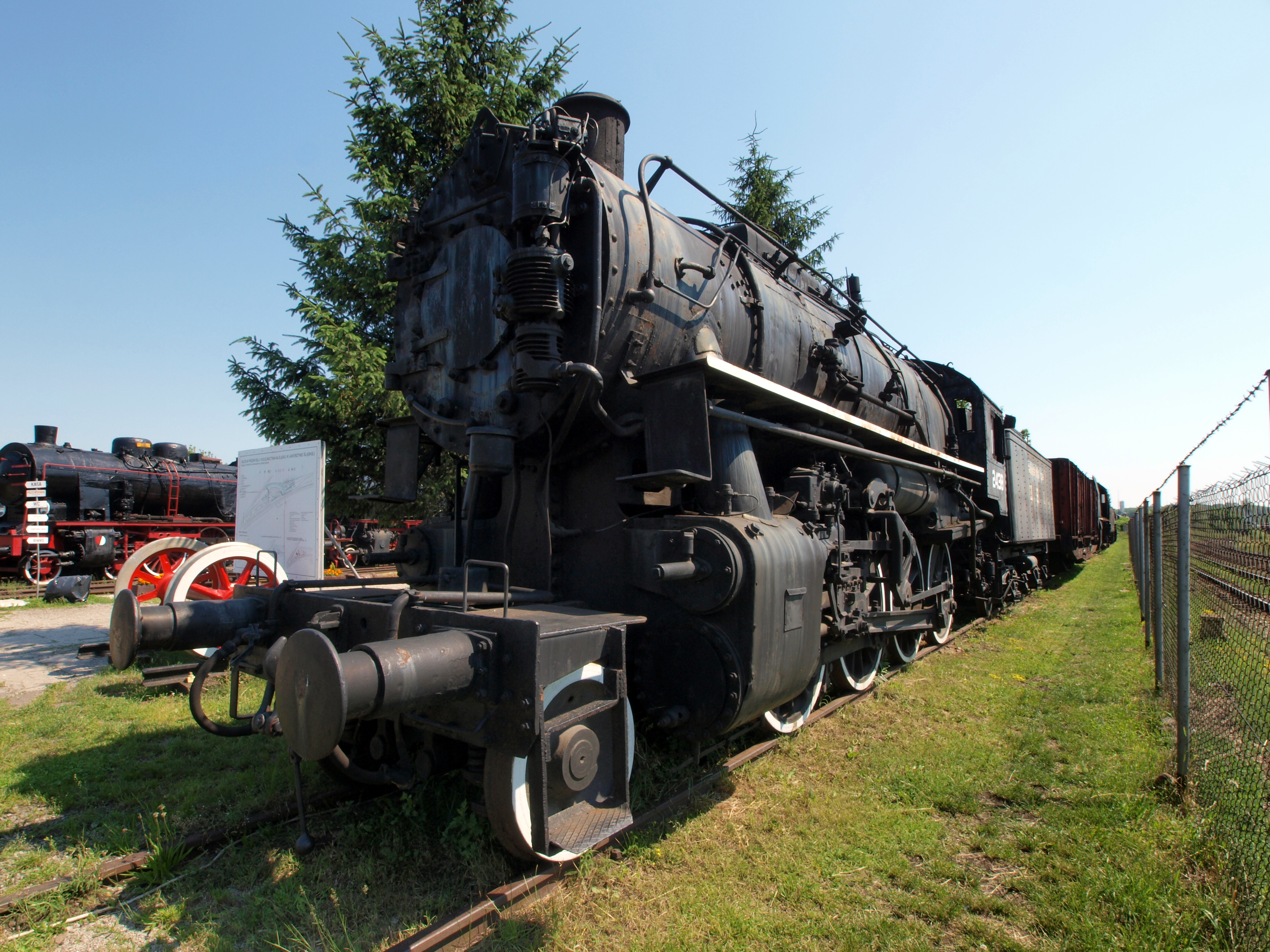
波兰铁路Tr203-296

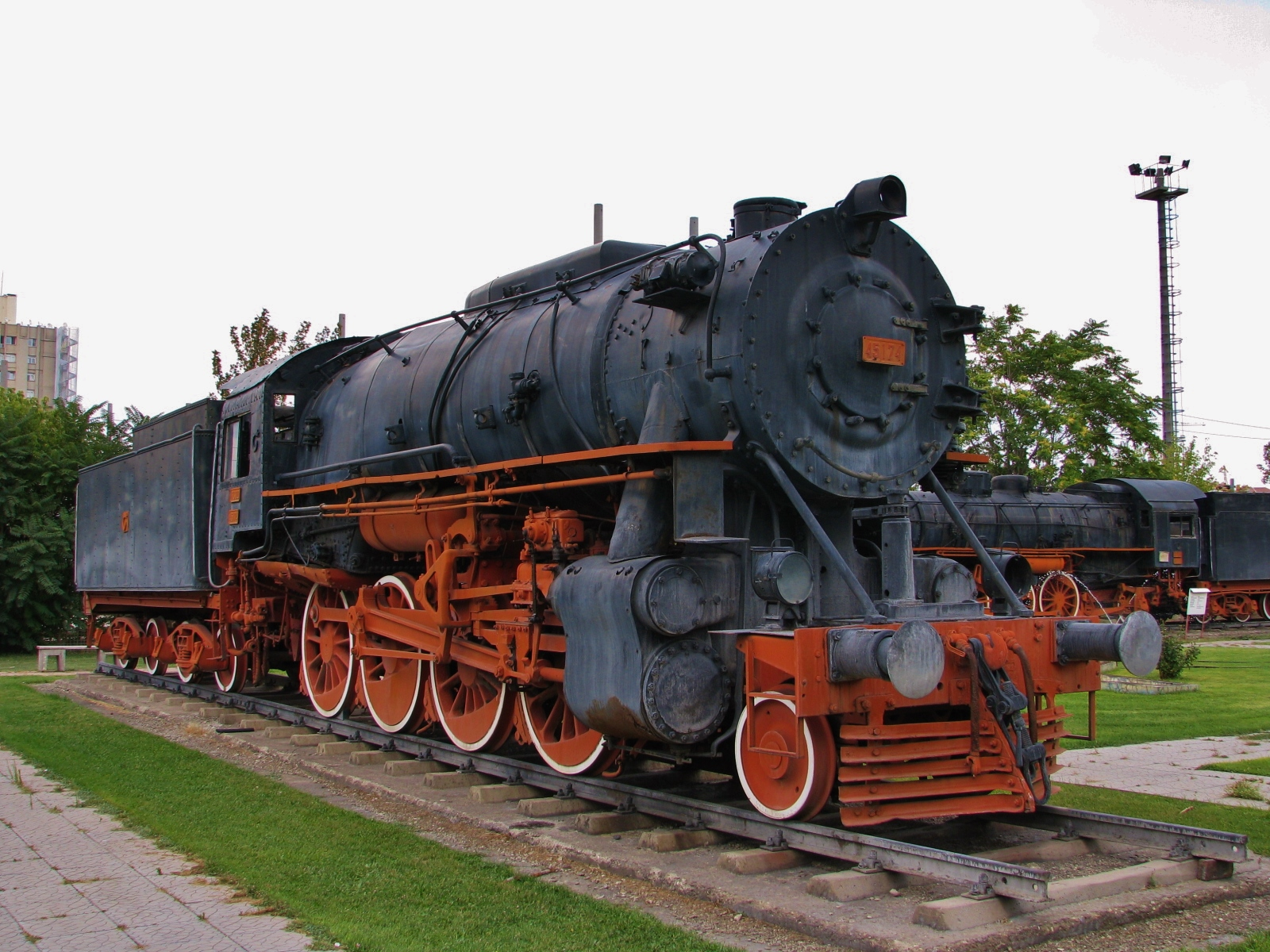
土耳其铁路45174号机车

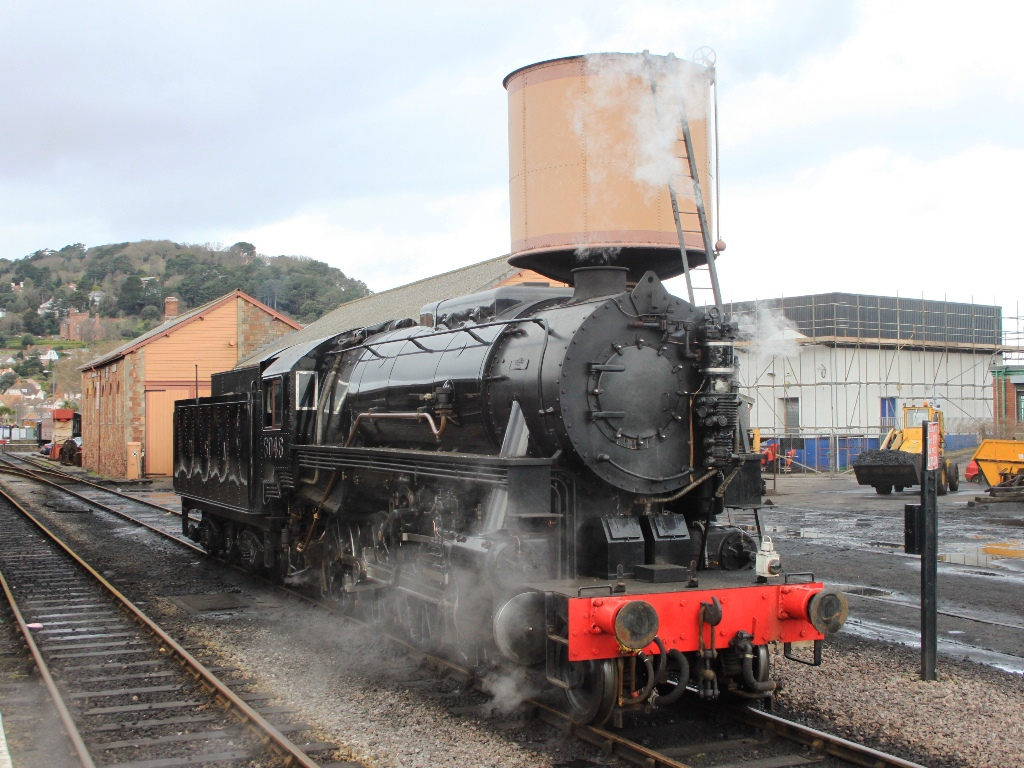
特倫特河畔斯托克楚涅河谷铁路6046号车

### 欧洲
在1942年到1943年间运抵英国的800辆S160型机车以及其后直接从美国运来的同型机车，同样首先部署于解放欧洲的盟军部队，然后归入整个欧洲国家铁路，作为战后重建的替代机车：
- 英国：尽管在战时运进S160型机车，但此型机车的设计是为了快速高效的建设，而不是长期的运营，因此设计上的妥协导致运营中出现一些困难：轴箱油脂润滑器效率不高，特别是当维护程序失效或因运行战争原因而延迟时，轴箱经常发热[2][3]；由于从驾驶员阀门到制动缸的距离很长，加上用于机车的西屋制动机严重不足[1]，因此在欧洲标准下的制动效果差。因此在战后，几乎全部机车被出售至其他国家。不过美国机车公司制造的71512号机车被英国陆军运用于龙莫军用铁路（英语：Longmoor Military Railway），并被命名为“Maj-Gen. Carl R. Gray Jr.”。[4]此外英国从国外买回8辆本型机车用于观光铁路展示。
- 奥地利：奥地利联邦铁路956型：30辆。退役后全数被拆解。
- 捷克斯洛伐克：捷克斯洛伐克國家鐵路456.1型：80辆。最后一台机车（456.173）于1972年退役，后被拆解。
- 法国：法国国家铁路140U型：121辆。1947年后让渡至其他国家。
- 德国：1947年，40辆机车短暂运用于不莱梅周边地区，后于同年8月卖给匈牙利
- 波兰：波兰国家铁路Tr201型和Tr203型：波兰从聯合國善後救濟總署接收的75辆S160型机车被编为Tr201型；而从美国陆军运输部接收的500辆S160型机车被编为Tr203型。这些机车锅炉压力降至1,300 kPa，最大速度设定为65 km/h。修改包括安装特罗菲莫夫活塞阀，电动头灯和驾驶室侧门。[5]
- 希腊：希腊国家铁路（希腊语：Σιδηρόδρομοι_Ελληνικού_Κράτους）Θγ型（西塔伽马）：1947年购置27辆，1959年从意大利国家铁路购置25辆。
- 意大利：意大利國家鐵路736型（意大利语：Locomotiva FS 736）：243辆。这些机车前身为配属于美军乔治·巴顿部的S160型机车。25辆机车于1959年出售给希腊国家铁路，其余机车在20世纪60年代初退役。
- 匈牙利：匈牙利国家铁路411型：510辆，每辆以10万美元购买，其中484辆投入运用，并从411.001开始分配机车编号；其余26辆机车用于备件。
- 苏联：苏联铁路ШA型：200辆，其中美国机车公司制造110辆，鲍尔温机车厂制造90辆。有六辆机车在运送至海參崴途中沉没，ШA-13留在美国。[6]1957年，有50辆机车改为1,067 mm轨距送往南萨哈林铁路使用。[6]
- 南斯拉夫：南斯拉夫铁路37型：80辆。
- 西班牙：兰格罗铁路（西班牙语：Ferrocarril de Langreo）553型：1958年阿拉斯加铁路向兰格罗铁路出售6辆S160型机车。[7]

### 亚洲
- 土耳其：土耳其國家鐵路45171型（英语：TCDD 45171 Class）：50辆。[1]
- 印度：AWC型：60辆，由鲍尔温机车厂于1944年制造。其中东印度铁路公司配备14辆，南印度铁路公司配备46辆。此型机车直到1977年6月仍在运用中。[8]
- 中华人民共和国：中国铁道部KD6型：40辆。第二次世界大战结束后，联合国善后救济总署援助40辆给中国，后编为KD6型。中铁KD6型进行许多性能改造，例如配合较大的车辆界限，改装大型驾驶室及新式烟囱。部分KD6型进行更多的更动，例如换装类似于建设型蒸汽机车之烟囱并加装挡烟板等。[9]KD6-463出售给英国特倫特河畔斯托克楚涅河谷铁路（英语：Churnet Valley Railway）动态展示，并更改车号为5197；KD6-487现配属于中华人民共和国辽宁省调兵山市铁法煤业（集团）有限责任公司，运用于观光活动以及拍摄影视作品。[10]
- 大韩民国：韩国铁道소리2型（Sori2）：100辆，1947年运抵大韩民国。这些机车在韩国铁道用于调车以及小运转。但由于此型机车司机室设计与韩铁靠左行车规则相抵触，这些机车并不受欢迎。[11]

### 美洲
- 美国：陆军运输部和其他的军事运输单位配属的数量不明。1958年阿拉斯加铁路向西班牙兰格罗铁路出售6辆S160型机车[7]。
- 秘鲁：秘鲁铁路80型：2辆，由美国机车公司于1943年制造。
- 墨西哥：墨西哥國家鐵路GR-28型：10辆，由鲍尔温机车厂于1946年制造。

## 现存机车
有29辆S160型机车现存于英国、美国、波兰、匈牙利等国：

### 英国
- USATC 1631（诺丁汉Ruddington村大中央铁路）
- USATC 2138（诺丁汉Ruddington村大中央铁路）
- USATC 2364（诺丁汉Ruddington村大中央铁路）
- USATC 5197（特倫特河畔斯托克楚涅河谷铁路（英语：Churnet Valley Railway）；原中铁KD6-463）
- USATC 6046（特倫特河畔斯托克楚涅河谷铁路（英语：Churnet Valley Railway））
- USATC 2253（蒂斯河畔斯托克頓）
- USATC 5820（西约克郡）
- USATC 3278（西米德蘭茲郡Tyseley机车厂）

### 美国
- USATC 2627（阿拉斯加州安克拉治）
- USATC 3523（阿拉斯加州瓦西拉）
- USATC 5846（弗吉尼亚州克鲁）
- USATC 5187（尤斯蒂斯堡军用铁路）
- USATC 2628（马里兰州埃克哈特矿）
- USATC 2630（俄亥俄州Sugarcreek村）
- USATC 1702（北卡罗来纳州Dillsboro镇）
- USATC ？（美国陆军610号机车，田纳西州查塔努加）

### 波兰
- USATC 5164（希隆斯克地區亞沃日納）
- USATC 2438（希隆斯克地區亞沃日納）
- USATC 5801（華沙鐵路博物館）

### 匈牙利
- USATC 3540（布达佩斯匈牙利鐵路史公園）
- USATC 2781（豪特萬）
- USATC 6056（海杰什丘）
- USATC 1786（科馬羅姆）

### 土耳其
- USATC 2524（伊兹密尔省塞尔丘克县Çamlık镇铁路博物馆（土耳其语：Çamlık Buharlı Lokomotif Müzesi））
- USATC 2879（安卡拉土耳其国家铁路露天蒸汽机车博物馆）

### 希腊
- USATC 2206（塞萨洛尼基机务段）

### 意大利
- USATC 3292（都灵）
- USATC 3324（坎帕尼亚大区那不勒斯彼得拉萨国家铁路博物馆）

### 中国
- USATC ？（中铁KD6-487，辽宁省调兵山市铁法煤业（集团）有限责任公司）

## 备注
1. 1 2 3 4  . trainsofturkey.com. （原始内容存档于2021-02-11） （英语）.
2. ↑  The London & North Eastern Railway (LNER) Encyclopedia. . （原始内容存档于2021-02-27） （英语）.
3. ↑  Boddy, M.G.; Brown, W.A.; Neve, E. . Kenilworth: Railway Correspondence and Travel Society. 1983年: 99. ISBN 0-901115-54-1.
4. ↑  . railalbum.co.uk. （原始内容存档于2021-02-11） （英语）.
5. ↑  . locomotives.com.pl. （原始内容存档于2008-01-24） （英语）.
6. 1 2  Rakov, V. A. . 莫斯科: Транспорт. 1995: 338–339. ISBN 5-277-00821-7 （俄语）.
7. 1 2  Tourret, R. . Tourret Publishing. 1977. ISBN 0-905878-01-9.
8. ↑  Hughes, Hugh. . Harrow, Middlesex: The Continental Railway Circle. 1977: 35–36. ISBN 0-9503469-4-2.
9. ↑  Railography : Chinese Steam Locomotive Profiles. . （原始内容存档于2012-02-19）.
10. ↑  Railography : Chinese Locomotive Lists. . （原始内容存档于2016-07-29）.
11. ↑  Don's Rail Photos. . （原始内容存档于2020-11-04）.